# Maue
Maue é uma vila e comuna angolana que se localiza na província do Cubango, pertencente ao município de Mavengue.
Anteriormente uma comuna do município do Calai, em 5 de setembro de 2024 foi transferido para a jurisdição do novo município de Mavengue.